# Illes del Comandant

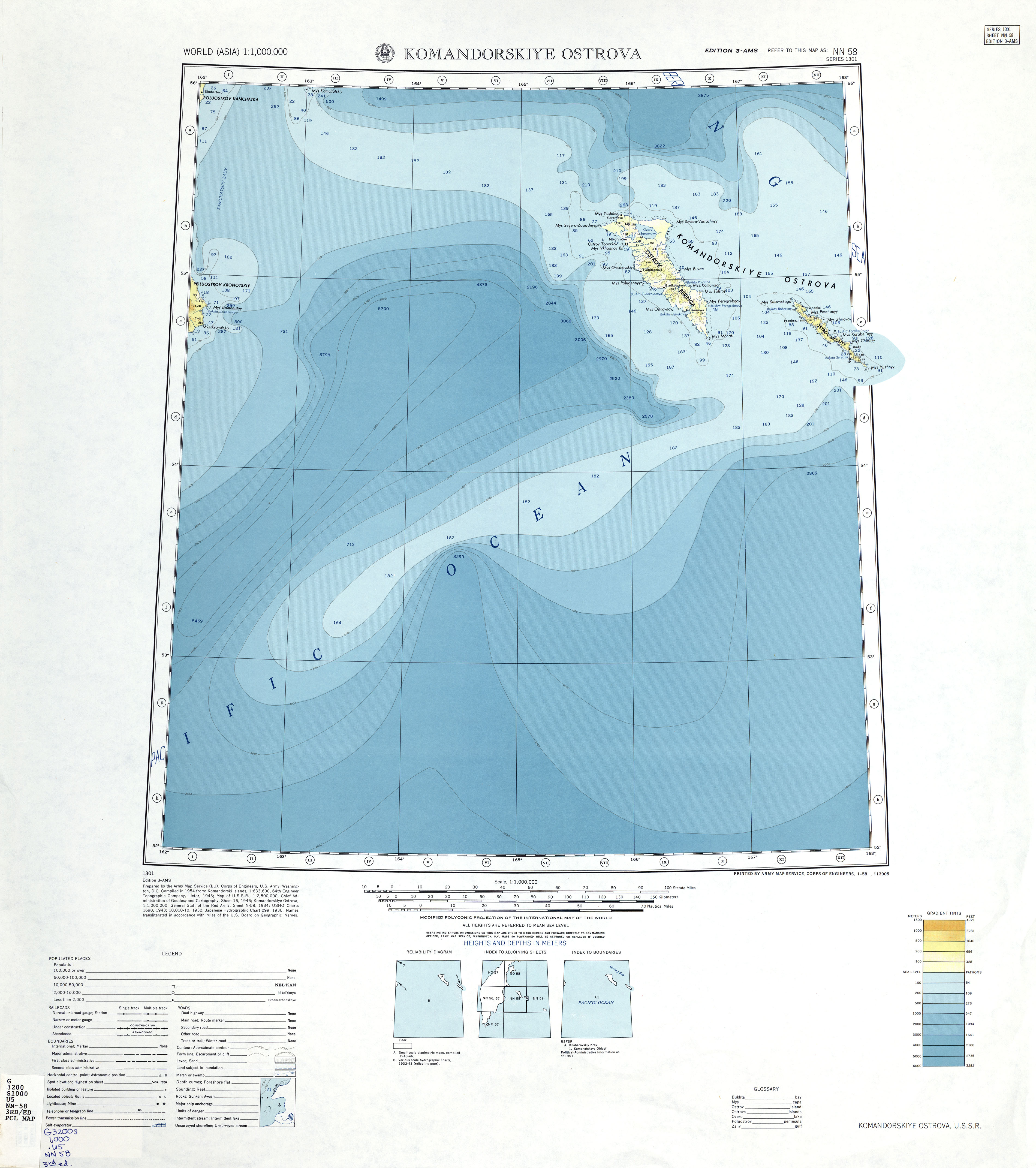
Mapa detallat

Les illes del Comandant o illes Komandorski (en rus: Командо́рские острова́ Komandorskiye ostrova) són un grup d'illes sense arbres a Rússia ubicades a 175 km a l'est de la península de Kamtxatka al mar de Bering.
L'arxipèlag els componen l'illa de Bering, de 90 km de llarg per 20 km d'ample, l'illa Medni, de 55 km de llarg per 5 km d'ample, i 15 illots i roques.

## Geografia
Les illes del Comandant són l'extensió més occidental de les Illes Aleutianes, de les quals n'estan separades per centenars de quilòmetres. El relleu és prou divers amb muntanyes planes d'altiplans volcànics i baixes muntanyes. L'origen geològic és un volcà extint des de fa molt temps a la frontera entre les plaques del Pacífic i nord-americana. El punt més alt és a l'illa de Bering a 775 m d'altitud, el Mont Steller.
La tundra domina la vegetació a base de líquens, molses, herbes, arbres nans i plantes d'aiguamoll. Hi ha vegetació megafòrbica (grans apiàcies). No hi ha amfibis ni rèptils.
El clima és marítim relativament suau amb altes precipitacions (230 dies l'any de mitjana) i els estius són frescos i molt boirosos.

## Població
L'únic lloc permanentment habitat és Nikolskoye al nord-oest de l'illa de Bering, amb una població estimada de 613 persones (2009) són russos i aleutians. La reserva natural Komandorsky Zapovednik, ocupa la major part del territori. L'economia es basa en la pesca, la recol·lecció de bolets i l'ecoturisme.